# Dominique Maltais
Dominique Maltais (Charlevoix, 9 november 1980) is een Canadese snowboardster. Ze nam driemaal deel aan de Olympische Winterspelen en behaalde een bronzen medaille op de snowboardcross tijdens de Olympische Winterspelen 2006 en een zilveren medaille tijdens de Olympische Winterspelen 2014.

## Carrière
Maltais maakte haar wereldbekerdebuut in december 2003 tijdens de snowboardcross in Whistler. Amper enkele weken later behaalde ze een eerste podiumplaats in de wereldbeker: op 5 januari 2004 werd ze tweede op de snowboardcross in Bad Gastein. Ze won vijftien wereldbekerwedstrijden op het onderdeel snowboardcross, daarnaast won ze vijfmaal de wereldbeker snowboardcross.
In Whistler nam Maltais deel aan de FIS wereldkampioenschappen snowboarden 2005. Op dit toernooi eindigde ze vierde op de snowboardcross. In La Molina behaalde Maltais een bronzen medaille op de snowboardcross op de FIS wereldkampioenschappen snowboarden 2011. Op de FIS wereldkampioenschappen snowboarden 2013 in Stoneham veroverde de Canadese de zilveren medaille op de snowboardcross.
In 2006 nam Maltais een eerste keer deel aan de Olympische Winterspelen in Turijn. Ze behaalde een bronzen medaille op de snowboardcross. Tijdens de Olympische Winterspelen van 2010 in Vancouver eindigde Maltais als twintigste op de snowboardcross. Op de Olympische Winterspelen van 2014 in Sotsji veroverde de Canadese de zilveren medaille op de snowboardcross.
Op de Winter X Games XVI veroverde Maltais goud op de snowboardcross.

## Resultaten

### Olympische Winterspelen
| Jaar | Plaats    | Resultaten         |
| ---- | --------- | ------------------ |
| 2006 | Turijn    | Snowboardcross     |
| 2010 | Vancouver | 20e Snowboardcross |
| 2014 | Sotsji    | Snowboardcross     |

### Wereldkampioenschappen
| Jaar | Plaats      | Resultaten         |
| ---- | ----------- | ------------------ |
| 2005 | Whistler    | 4e Snowboardcross  |
| 2009 | Gangwon     | DNS Snowboardcross |
| 2011 | La Molina   | Snowboardcross     |
| 2013 | Stoneham    | Snowboardcross     |
| 2015 | Kreischberg | 5e Snowboardcross  |

### Wereldbeker
Eindklasseringen
| Seizoen   | Algm   | SBX    |
| --------- | ------ | ------ |
| 2003/2004 | –      | 5e     |
| 2004/2005 | –      | 9e     |
| 2005/2006 | 8e     | Goud   |
| 2007/2008 | 15e    | 4e     |
| 2008/2009 | 10e    | 4e     |
| 2009/2010 | 7e     | Brons  |
| 2010/2011 | Zilver | Goud   |
| 2011/2012 | –      | Goud   |
| 2012/2013 | –      | Goud   |
| 2013/2014 | –      | Goud   |
| 2014/2015 | –      | Zilver |

Wereldbekerzeges
| Datum            | Plaats             | Onderdeel      |
| ---------------- | ------------------ | -------------- |
| 15 december 2004 | Nassfeld-Hermagor  | Snowboardcross |
| 4 januari 2006   | Bad Gastein        | Snowboardcross |
| 17 maart 2006    | Furano             | Snowboardcross |
| 7 december 2010  | Lech am Arlberg    | Snowboardcross |
| 8 december 2010  | Lech am Arlberg    | Snowboardcross |
| 17 december 2010 | Telluride          | Snowboardcross |
| 8 februari 2012  | The Blue Mountains | Snowboardcross |
| 8 december 2012  | Montafon           | Snowboardcross |
| 14 december 2012 | Telluride          | Snowboardcross |
| 9 maart 2013     | Arosa              | Snowboardcross |
| 21 maart 2013    | Sierra Nevada      | Snowboardcross |
| 11 januari 2014  | Andorra la Vella   | Snowboardcross |
| 11 maart 2014    | Veysonnaz          | Snowboardcross |
| 15 maart 2014    | La Molina          | Snowboardcross |
| 15 maart 2014    | Veysonnaz          | Snowboardcross |